# Ligne Nambu
La ligne Nambu (南武線, Nambu-sen) est une ligne ferroviaire du réseau JR East au Japon. Elle relie les gares de Kawasaki dans la préfecture de Kanagawa et Tachikawa dans la préfecture de Tokyo.

## Histoire
La ligne a été ouverte par étapes par le chemin de fer Nambu (南武鉄道) entre 1927 et 1930. La ligne est nationalisée en 1941.

## Caractéristiques

### Ligne
- longueur : 
  - Kawasaki – Tachikawa : 35,5 km
  - Shitte – Hama-Kawasaki : 4,1 km
  - Shitte – Tsurumi : 5,4 km
- écartement des voies : 1 067 mm
- nombre de voies : 
  - Kawasaki – Tachikawa : double voie
  - Shitte – Hama-Kawasaki : voie unique
- électrification : 1 500 Vcc
- vitesse maximale : 100 km/h

### Tracé
|  |

### Liste des gares
La ligne Nambu comprend 30 gares qui sont numérotées de JN-01 à JN-26 sur la ligne principale, et de JN-51 à JN-54 sur la branche.

#### Ligne principale
| Numéro  | Gare                | Nom japonais | Distance (km) | Correspondances                                                              | Localisation | Localisation |
| ------- | ------------------- | ------------ | ------------- | ---------------------------------------------------------------------------- | ------------ | ------------ |
| KWSJN01 | Kawasaki            | 川崎         | 0             | JR East : Tōkaidō, Keihin-Tōhoku Keikyū : Keikyū, Daishi (à Keikyū Kawasaki) | Kawasaki     | Kanagawa     |
| JN02    | Shitte              | 尻手         | 1,7           | JR East : Nambu (branche)                                                    | Kawasaki     | Kanagawa     |
| JN03    | Yakō                | 矢向         | 2,6           |                                                                              | Yokohama     | Kanagawa     |
| JN04    | Kashimada           | 鹿島田       | 4,1           |                                                                              | Kawasaki     | Kanagawa     |
| JN05    | Hirama              | 平間         | 5,3           |                                                                              | Kawasaki     | Kanagawa     |
| JN06    | Mukaigawara         | 向河原       | 6,6           |                                                                              | Kawasaki     | Kanagawa     |
| MKGJN07 | Musashi-Kosugi      | 武蔵小杉     | 7,5           | JR East : Yokosuka Tōkyū : Meguro, Tōyoko                                    | Kawasaki     | Kanagawa     |
| JN08    | Musashi-Nakahara    | 武蔵中原     | 9,2           |                                                                              | Kawasaki     | Kanagawa     |
| JN09    | Musashi-Shinjō      | 武蔵新城     | 10,5          |                                                                              | Kawasaki     | Kanagawa     |
| JN10    | Musashi-Mizonokuchi | 武蔵溝ノ口   | 12,7          | Tōkyū : Den-en-toshi (à Mizonokuchi)                                         | Kawasaki     | Kanagawa     |
| JN11    | Tsudayama           | 津田山       | 13,9          |                                                                              | Kawasaki     | Kanagawa     |
| JN12    | Kuji                | 久地         | 14,9          |                                                                              | Kawasaki     | Kanagawa     |
| JN13    | Shukugawara         | 宿河原       | 16,2          |                                                                              | Kawasaki     | Kanagawa     |
| JN14    | Noborito            | 登戸         | 17,3          | Odakyū : Odawara                                                             | Kawasaki     | Kanagawa     |
| JN15    | Nakanoshima         | 中野島       | 19,5          |                                                                              | Kawasaki     | Kanagawa     |
| JN16    | Inadazutsumi        | 稲田堤       | 20,8          | Keiō : Sagamihara (à Keiō-Inadazutsumi)                                      | Kawasaki     | Kanagawa     |
| JN17    | Yanokuchi           | 矢野口       | 22,4          |                                                                              | Inagi        | Tokyo        |
| JN18    | Inagi-Naganuma      | 稲城長沼     | 24,1          |                                                                              | Inagi        | Tokyo        |
| JN19    | Minami-Tama         | 南多摩       | 25,5          | Seibu : Tamagawa (à Koremasa)                                                | Inagi        | Tokyo        |
| JN20    | Fuchū-Hommachi      | 府中本町     | 27,9          | JR East : Musashino                                                          | Fuchū        | Tokyo        |
| JN21    | Bubaigawara         | 分倍河原     | 28,8          | Keiō : Keiō                                                                  | Fuchū        | Tokyo        |
| JN22    | Nishifu             | 西府         | 30,0          |                                                                              | Fuchū        | Tokyo        |
| JN23    | Yaho                | 谷保         | 31,6          |                                                                              | Kunitachi    | Tokyo        |
| JN24    | Yagawa              | 矢川         | 33,0          |                                                                              | Kunitachi    | Tokyo        |
| JN25    | Nishi-Kunitachi     | 西国立       | 34,3          |                                                                              | Tachikawa    | Tokyo        |
| JN26    | Tachikawa           | 立川         | 35,5          | JR East : Chūō, Ōme Monorail Tama Toshi                                      | Tachikawa    | Tokyo        |

#### Branche
La branche de la ligne Nambu fonctionne comme une ligne indépendante, il n'y a pas de service interconnecté à Shitte avec la ligne principale.
| Numéro | Gare               | Nom japonais | Distance (km) | Correspondances                    | Localisation | Localisation |
| ------ | ------------------ | ------------ | ------------- | ---------------------------------- | ------------ | ------------ |
| JN02   | Shitte             | 尻手         | 0             | JR East : Nambu (ligne principale) | Kawasaki     | Kanagawa     |
| JN51   | Hatchōnawate       | 八丁畷       | 1,1           | Keikyū : Keikyū                    | Kawasaki     | Kanagawa     |
| JN52   | Kawasaki-Shinmachi | 川崎新町     | 2,0           |                                    | Kawasaki     | Kanagawa     |
| JN53   | Odasakae           | 小田栄       | 2,7           |                                    | Kawasaki     | Kanagawa     |
| JN54   | Hama-Kawasaki      | 浜川崎       | 4,1           | JR East : Tsurumi                  | Kawasaki     | Kanagawa     |

## Matériel roulant
La ligne est parcourue par des trains de 6 voitures de série E233-8000 et E233-8500 (ancien E233-0 transformé). La branche est parcourue par des trains de 2 voitures de série 205-1000 et E127-0.

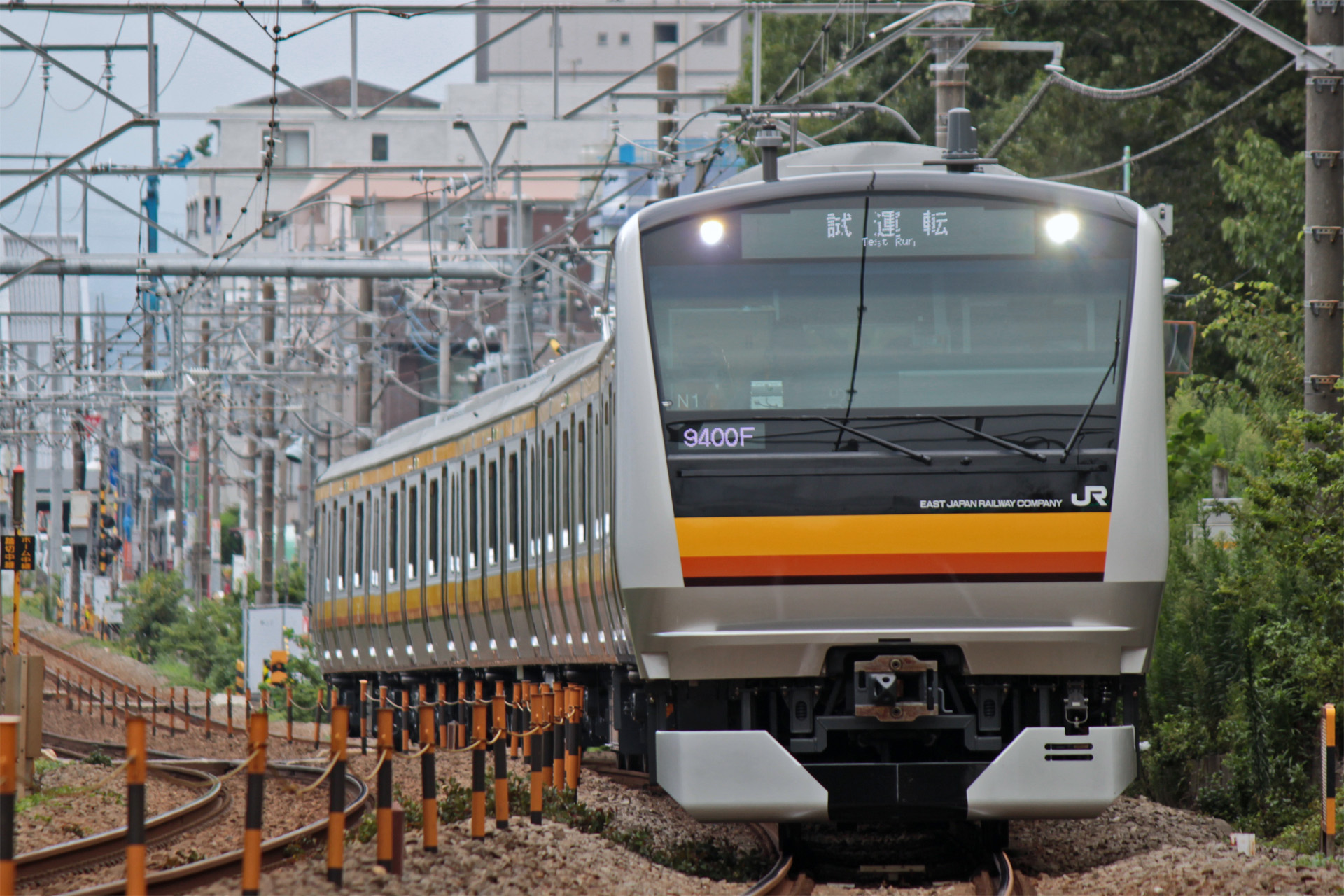
Série E233-8000
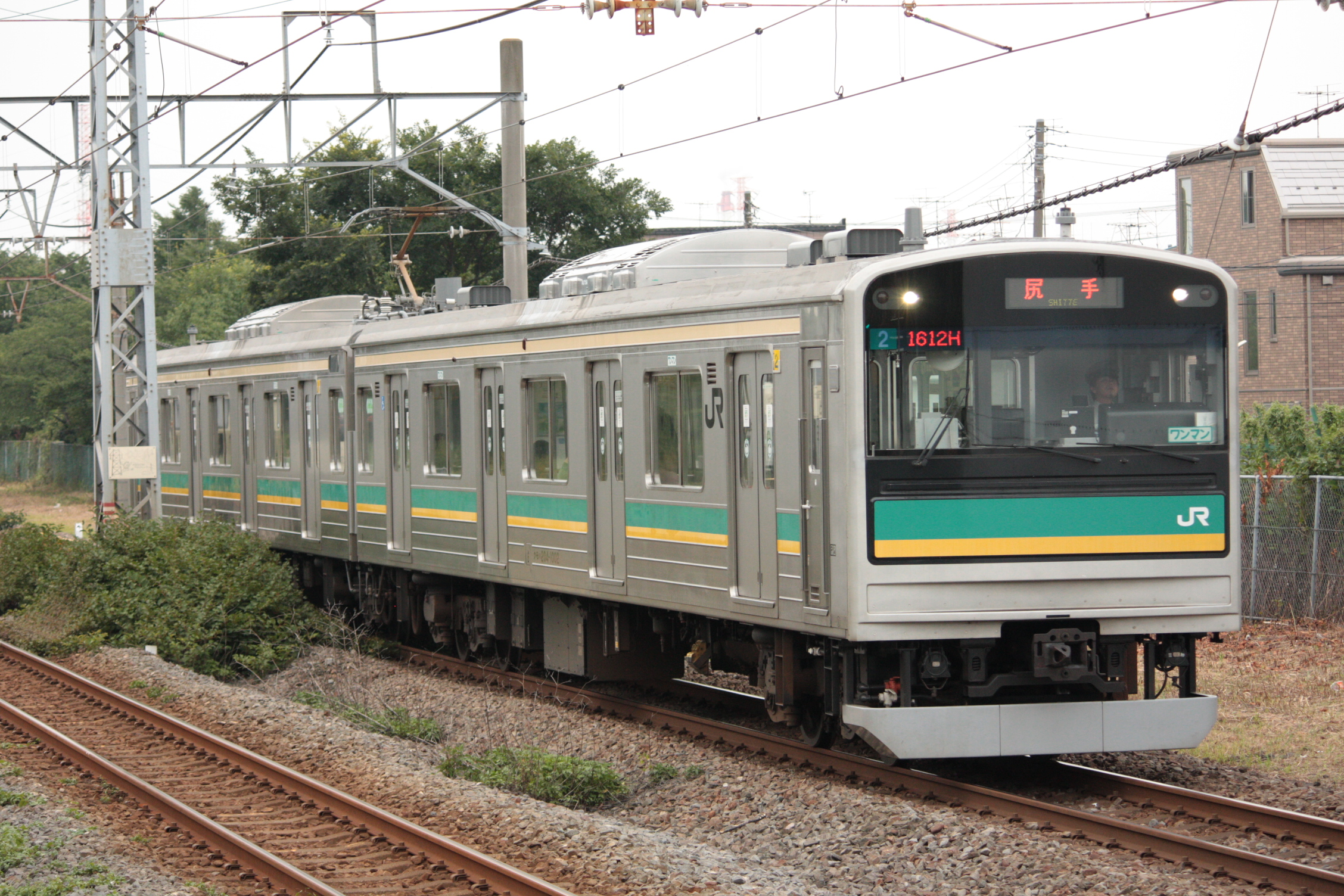
Série 205-1000
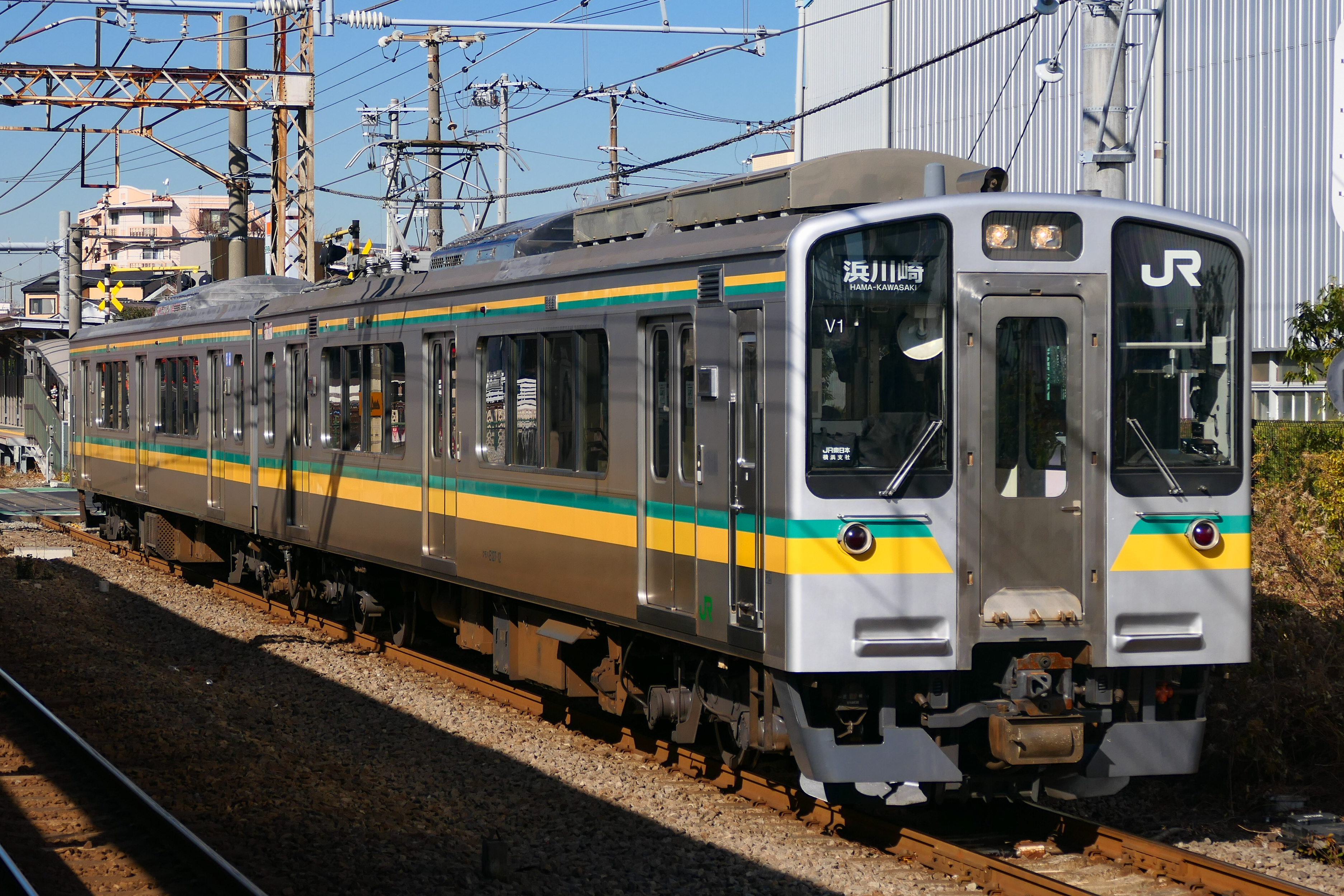
Série E127-0

### Liene externes
- (ja) Liste des gares sur le site de la JR East
- (en) Diagramme de la ligne